# احتكام إلى الحقد
يعتبر الاحتكام إلى الحقد (بالإنكليزية: appeal to spite وباللاتينية: argumentum ad odium) مغالطة يحاول فيها الشخص جرّ النقاش لصالحه عن طريق استغلال مشاعر الحقد أو الشماتة أو الوجع الموجودة بالأصل عند المُتلقّين. وهي محاولة لإثارة غضب الجمهور من خلال ربط النقاش بصورةٍ ما (أو بشخصيّة بارزة) مكروهة موجودة عند الطرف المقابل.
غالبًا ما يتم الخلط بين المجادلات الموجّهة إلى إشباع النزوات الخاصّة والتي تهاجم «الأشرار» الذين يحملون وجهة نظر معارضة مع مغالطة الاحتكام إلى الحقد. يمكن أن تُعتبر الهجمات غير الموضوعيّة الناتجة عن النزوات الشخصيّة احتكاماً إلى مشاعرَ سلبيّة مُشابهة لتلك الموجودة في مغالطة الاحتكام للحقد، ولكنّها تختلف عنها في انتقاد «الشرير» مباشرةً - وهذا ليس ضروريًا في مغالطة الاحتكام إلى الحقد، حيث يتمّ افتراض كره الطرف الخصم.

## أمثلة
- لماذا لا ينبغي على السجناء القيام بالأعمال الشاقّة؟ فالأماكن مليئة بالقمامة!
- أوقف عمليّة إعادة التدوير هذه! ألم تتصدّع رؤوسنا من كثرة الحديث عن مشاهير هوليوود الذين يبشّرون بإنقاذ الأرض؟
- لماذا يجب أن يكون لديهم أكثر من ذلك؟ لم أحصل على أي شيء من الدولة وألقِ نظرة على الأموال التي اضطررت إلى دفعها مقابل دراستي!
- لا ليس الأوبرا، فقد أحبّ هيتلر الأوبرا، فلنذهب إلى السيرك عوضاً عن ذلك.
- نعم، يريد دونالد ترامب تخفيض الضرائب على الأميركيين الأغنياء لأنّه يقول أنّ ذلك سيولّد نموّاً في الاقتصاد. ولكن، لماذا يستحق الأثرياء التخفيف عنهم؟ إنّهم يستمتعون بحياتهم لأقصى الدرجات بينما أنت تكافح لتستمرّ فيها.
- أرى أنّك في صدد التصويت لسارة لشغل منصب عرّيف الفصل. ألا تتذكر عندما وصفتك بالسمين في المدرسة الابتدائية؟ لماذا ستصوّت لها؟
- قد تعتقد أنّ بوني مرشّحة جيّدة لهذا المنصب، لكن ألا يزعجك أنّها لم تعتد أبداً على إلقاء التحيّة عندما تمرّ بك في الردهة؟
- كيف تستطيع التصويت لصالح دونالد ترامب؟ ألا تعرف ما يقوله عن النساء؟
- لقد خذلتكم الحكومة. فالطبقة الوسطى مُفلسة، لا توجد وظائف وثروة الأغنياء في ازدياد دائم. يجب عليكم أن تصوّتوا لي لأنني سأغيّرها.